# Subregió de Kayseri
La subregió de Kayseri (TR72) és una de les 26 subregions estadístiques de Turquia.

## Regions de tercer grau (províncies)
- Província de Kayseri (TR721)
- Província de Sivas (TR722)
- Província de Yozgat (TR723)